# Królówki
Królówki (Onychorhynchidae) – rodzina ptaków z podrzędu tyrankowców (Tyranni) w rzędzie wróblowych (Passeriformes).

## Zasięg występowania
Rodzina obejmuje gatunki występujące w południowo-wschodnim Meksyku, Ameryce Centralnej i Ameryce Południowej.

## Systematyka
Ptaki te były wcześniej włączane do rodziny tyrankowatych (Tyrannidae) lub bekardowatych (Tityridae).
Do rodziny królówek należą następujące rodzaje:
- Onychorhynchus J.G. Fischer, 1810 – jedynym przedstawicielem jest Onychorhynchus coronatus (Statius Müller, 1776) – królówka.
- Terenotriccus Ridgway, 1905 – jedynym przedstawicielem jest Terenotriccus erythrurus (Cabanis, 1847) – cynamopiórka.
- Myiobius G.R. Gray, 1839